# Man-o-War Glacier
Man-o-War Glacier är en glaciär i Antarktis. Den ligger i Östantarktis. Nya Zeeland gör anspråk på området. Man-o-War Glacier ligger 732 meter över havet.
Terrängen runt Man-o-War Glacier är kuperad åt sydväst, men åt nordost är den bergig. Trakten är obefolkad. Det finns inga samhällen i närheten. 